# L'unica legge in cui credo
L'unica legge in cui credo é un film del 1976 diretto da Claudio Giorgi.

## Trama
In un campo da polo, Valerio trova il cadavere della ventenne Giuliana Villani, morta per overdose di droga. La ragazza aveva due fratelli.